# 「魔王子」シリーズ
「魔王子」シリーズはジャック・ヴァンスの著した五部作SF小説シリーズ。幼少時、居住していた村が襲われ住人が奴隷として連れ去られるという経験をしたカース・ガーセンが、その実行犯である五人の凶悪犯罪者、「魔王子」たちに復讐してゆく物語である。五部作を構成する作品一つ一つが、それぞれ一人の魔王子に対する追跡行を描いている。

## 各作品タイトル
題名、敵の名、あらすじを出版時期順に列挙する。
- 復讐の序章（英題「The Star King」）(1964)。ターゲットとなる敵はアトル・マラゲート。「スター・キング」と呼ばれる宇宙種族の異端者である。スター・キングは、遭遇した最も優秀な種族を模倣して更にはそれを超越したいという大望を抱いており、太古の昔、地球人類と接触したことから、人類を模倣した進化を意図的に開始した種族である。ガーセンがマラゲートを捕らえるために仕掛ける罠は、ガーセンしか知らない未開で幻想的な美しい惑星である。マラゲートは、人類にも自分の種族にも勝る新しい種族の創始者となることを望んでその惑星を手に入れようとする。

- 殺戮機械（英題「The Killing Machine」）(1964)。「仙魔」ココル・ヘックスは人間を生体解剖してそこからホルモンやその他の部位を取り出すことで寿命を延ばしている。しかし、永遠の命は退屈の元である。そこで彼は自分の思い描くファンタジー世界の住人になるべく、失われた惑星サンバーをその舞台へと作り変えている。

- 愛の宮殿（英題「The Palace of Love」）(1967)。ヴィオーレ・ファルーシ。性的不能な誇大妄想家でありながら、性に執着を抱いている。若年の時に一人の少女に心を奪われたあまり、彼女のクローンを何人も作り出している。そのうちの誰か一人が彼の愛に応えてくれることを期待してのことだが、全て失敗に終わっている。この小説にはヴァンスが作り出したキャラクターの中でも特に印象深く忘れがたい人物たちが登場する。そのうちの一人が気のふれた詩人、ナヴァースであり、物語の中心的な役割を果たす。

- 闇に待つ顔（英題「The Face」）(1979)。レンズ・ラルク。サディストにして稀代の詐欺師である。物語が進むにつれ、主人公ガーセンはあることが原因で激怒を覚えるという経験をするが、ラルクが遂行中の壮大な悪ふざけ計画も、実はガーセンと同じ原因の激怒が引き金となっている。結果的にその計画は、ヴァンスの著作の中で最もユーモラスな結末へと物語を導くことになる。

- 夢幻の書（英題「The Book of Dreams」）(1981)。ハワード・アラン・トリーソング。上記四人の悪役の持つ全ての悪の要素を体現している「混沌者」であり、全魔王子の中で最も荒唐無稽な野心的計画を遂行している。その計画とは、オイクメーニに存在する三つの巨大組織、IPCC（法律執行機関）、ジャーネル社（宇宙航行技術）、究理院（政治的社会的権威）を乗っ取ろうというものである。

## 不満を抱えた芸術家
ヴァンスは「魔王子」という犯罪的人間たち（アトル・マラゲートは人間を模倣した異種族なので例外だが）を、不満を抱えた芸術家として描いている。ヴァンスがそこに何らかの意味を込めたのかどうか定かではない。魔王子たちは、それぞれが異なった媒介を使って自分の幻想を表現するのである。夢幻の書では物語の大半が、トリーソングが若き日に書いたファンタジー小説（それ自体夢幻の書という題名であり、その筋書きの一部はヴァンスの書いた魔法小説の一つから取られたものと見られる）を取り戻そうとする様を描いている。トリーソングという人物は、ヴァンスのスリラー小説Bad Ronald (1973) に登場する可哀想なくらい不快な主人公のプロトタイプ的存在との側面もある。

## 作品の位置付け
シリーズ前期の三作は1964年から1967年に世に出た。ハードカバー版と大衆市場向けのペーパーバック版、バークレー・メダリオン社からの出版という形であった。12年のブランクの後、後期二作は1979年と1981年に出版され、また Underwood-Miller 社からは1981年に700部限定の個人愛蔵版が出版されている。全巻セットは1997年、The Demon Princes というタイトルで限定出版された。
「魔王子」シリーズでは、補足や対比を脚注を用いて行うというヴァンス流のやり方が広範囲にわたって使用されており、とりわけ、架空の文学作品、歴史作品、哲学作品、新聞記事、テレビインタビュー、判決文などを引用した冗長なあるいは風変わりな注釈文が加えられている。
それらの引用文の中には、実際に筋書きと密接に関わっているものもある。例えば、カリル・カーフェン著『魔王子たち』（エルシダリアン・プレス社、ニューウェックス・フォード、アロイシャス、ヴェガ刊）からの引用などがそうである。この架空書籍は、五人の大犯罪者についての権威ある学術的研究書である。
筋書きとは無関係のものも混ざっており、例えば「気ちがい詩人」ナヴァースの作品がそれに該当する。そのほかの引用文は論理的なつながりは持っていない。マーマデューク著『第九次元からの生還』から引用された『アバター見習い』で展開される修業過程などがそうである（ただし、これらはガーセンの行動に対して比喩的なあるいは抽象的な笑いを誘うヒントになっている）。しかしながら、こういった引用文は、ガーセンが活躍する広大な未来世界の歴史や文化に肉付けをするという役割を果たしている。
このシリーズにおけるこれらの引用の中でヴァンスが生み出した最も忘れがたい人物は、貴族階級の哲学者、アンスピーク・ボディッシー男爵である。その存在は、全六巻からなるという大著『生命』を引用した文の中でのみ語られる（彼とその著作は「魔王子」シリーズとは関係のないヴァンスの小説の中でも言及されている。そのとらえどころのない人物像において、ボディッシーはいわばヴァンスの世界におけるソクラテスとアクィナスとモンテーニュとヒュームとニーチェの統合物である）。
そして、ヴァンスのこの技法の好例が『殺戮機械』の第十章の引用である。『生命』の第四巻の引用文と、それに続けて同書に対する独特な文体の書評が六篇抜粋されているものである。
惑星の生態系に関する半引用文の一つはハーブ・フランクバートという人物の著作となっているが、この名はフランク・ハーバートのオマージュである。

## 設定

### オイクメーニ
当シリーズの舞台は、銀河の文明惑星からなるゆるい連合体、オイクメーニである。ガイアン・リーチ（ヴァンスの他の小説における銀河統合体）とはいくつかの概念的特性を共有しており、ガイアン・リーチの前身がオイクメーニという位置付けである。例えば、地球は単純労働が広く行われている点が双方に共通である。もっとも、作中の登場する主要惑星は、オイクメーニのものと、ガイアン・リーチを舞台とする物語の中に登場するものとでは必ずしも共通していない。

#### 言語
共通言語が使用されている。方言はいくつか存在するが、あちこちに旅をしている人物がオイクメーニの他の星で意思疎通を図るのに何の困難もない。星間航行は安価かつ極めて高速であり、その結果、新聞がいまだ情報伝達手段として機能しているため、言語漂流が起こるような孤立した集団がほとんど存在しない。これらの事実からも、その意思疎通性の高さに疑いの余地はない。

#### 通貨
共通貨幣は標準貨幣単位（Standard Value Unit。SVU）。リゲル銀行をはじめとするオイクメーニの複数の主要銀行がその発行を請け負っている。また、圏外においても流通している（ただし、他の取引媒体を使用している星も存在する。例えばダー・サイなど）。通貨は主に紙幣という形で存在するが、硬貨も小数単位の目的で使用されている。銀行手形は高額取引のために広く用いられている。紙幣は「偽札検知器」と呼ばれる広く普及した機器によって真札であることが証明される。だが『殺戮機械』において、ガーセンはある会話を盗み聞きし、そこから偽札検知のメカニズムを推測することに成功する。それはつまり、偽札造りの方法をも習得したことになるわけである（そのメカニズムとは、通貨が印刷される前に、紙の上に密度の高い部分ができるように線がごく浅く切り込まれており、その高密度部分の位置と並び具合によって紙幣の正当性が証明されるというものである）。
SVU の相場価値は、大まかに言って1960年代から1970年代の米ドルもしくは英ポンドと同等である。アルコール飲料の値段が１SVU以下、贅沢な食事が20から30SVU、企業の下級幹部が50SVUの賄賂であっさり買収される一方、高級幹部はその企業の風土によっては数百ないし数千を要求する。24ページに脚注されている「灰色王子」のくだりに、標準的な労働条件における単純労働者の一時間あたりの賃金として、「標準労働価値」が定義されている。

#### オイクメーニの星系
オイクメーニは多くの構成系と惑星から成り立っている。主なものを以下に記す。
- 太陽系
  - 地球
- コーラ星系
  - メセル
  - ダー・サイ, 砂漠の惑星で、ミラスーという大きな衛星を一つだけ従えている
- へびつかい座ファイ星系
  - サルコヴィー, へびつかい座ファイ星唯一の惑星。大きさは地球より幾分大きいが、表面重力はやや小さい。赤道傾斜角 が０という珍しい特徴を備えているため、季節がない。地理特性は概ねステップから成り立っており、『愛の宮殿』にはホップマン・ステップ、ゴロブンドール・ステップ、グレート・ブラック・ステップなどの名前のものが言及されている。その湿度と曇りがちな気候のため植物が豊富に育ち、そのことが結果的に、サルコヴィーが毒物の名産地となる要因を作っている。また「ハリカップ」などの動物種の原産地でもある。
- リゲル群星：リゲルを周回する26の惑星からなる星系である。ただし、それらの惑星は、すでに消滅している地球外種族によって古代にリゲル系内に運び移されたものである。この星系を発見した人物はインテリを気取っていたらしく、それらの惑星にヴィクトリア朝時代の文学作品にちなんだ名をつけている（例えばブルワー＝リットン、ラドヤード・キップリングなど）。しかし、その伝達を担当した通信員、ロジャー・ピルグハムが、自分で考えた凝った名前に置き換えてしまい、アルファノール、バーリーコーン、クリザンシー、ダイオジェニーズ、エルフランド、フィエーム、ゴーシェン、ハードエイカーズ、イメッジ、イゼベル、クロキノール、ライオネス、マダガスカル、ノーウェア、オリフェーン、ピルグハム（自分の名にちなんでいる）、キニーネ、ララトンガ、サムウェア、タンタマウント、ユニコーン、ヴァリサンディー、ワルプルギス、ザイオン、イス、ザカランダとなったのである。ピルグハムはまた、特に醜いある衛星に対し「ジュリアン卿」と名付けている。これは、先ほど述べた星系の発見者に敬意を表してその名をつけたものである。
これらの惑星の多くは居住が可能というよりむしろ絶好の居住環境を持っており、そうでないものも含めて全惑星に多かれ少なかれ居住地が設けられている。そのいくつか（主にオリフェーン、ライオネス、タンタマウント）は鉱物に富み、重工業地となっている。星系全体はオイクメーニでもっとも注目を集める場所とみなされており、また間違いなく最大の居住惑星集積度を有している。以下にリゲル群星内の主な惑星を挙げる。
  - アルファノール：大きく明るい海洋惑星。地球より若干大きく、水面比率も地球よりわずかに多い。七つの大陸が一続きになって存在している他、無数の島を有する。アルファベット順では一番だが、リゲル周回軌道上の群星惑星としては八番目である。風光明媚かつ人間の居住環境としては最適の惑星であり、大ヒルカン（『愛の宮殿』内の引用文に登場する類猿人種とはこれのことである）や透明ウナギなどの固有動物種が存在することでも知られる。名門校の海洋州大学、セイルメーカー・ビーチ、惑星首都アヴェンテにある大回廊なども有名である。リゲル群星の行政の集積地で文化の中心地とも見なされている。カース・ガーセンは若年時代の一時期アルファノールに住んでいたことがあり、物語の進行の中でたびたび訪れる。
  - オリフェーン：アルファベット順では15番目だが周回軌道の順では内側から19番目である。地球よりは若干小さいものの、金属を多く埋蔵するため、重力は同程度である。その豊富な鉱物資源（およびその山がちな地形から得られる天然の水力発電エネルギー）により、当然のごとく工業化の対象となっている。近隣にも工業の発達した惑星、タントマウントおよびライオネスが存在するが、群星における工業の中心地と言えるのはオリフェーンである。住人は概して無表情で勤勉であり、よそ者には理解しづらい多層構造を持つカースト制に支配されている。ガーセンは『復讐の序章』での追跡行の一環として、一度オリフェーンを訪問する。
  - イス：パリス・アトロードの実家がある。シングハイ島、パルメット諸島、ランタンゴ半島といった地名が登場する。ここでは住人が兄弟婚をすることがあるが、群星の他の場所ではもちろん許されない行為である。
- ベガ星系
  - アロイシャス
  - ボニフェース
  - カスバート
- ミザール星系
  - 少なくとも六つの惑星を有し、少なくとも第三惑星と第六惑星が居住可能である。ミザール第六惑星は「タンカーズ」と呼ばれる奇妙な新興宗教団体の総本山となっている。タンカーズは服装、振る舞い、言葉使いに対して異常なほど厳格な制限を課しており、それらはすべて、お互いが無用な憶測をしないで済むようにとの目的がある。
- とも座サイ（アスミディスケ）星系
  - とも座サイX：酔ったガーセンがデート相手のパリス・アトロードに擬似人類種族スター・キングの起源について説明している。ある学説によれば、「とも座サイXの壁画」を残した種族と同一種族が、太古の昔、地球のネアンデルタール人を拉致してスター・キングの母星であるグッフナルメンに連れてきた、グッフナルメンに生息していたスター・キングの祖先は極めて順応性の高い進化を行える種族だが、当時はまだ人間とは異なる姿をしていた、彼らは連れてこられたネアンデルタール人を見本にして人類とそっくりな進化を遂げた、という。

#### IPCC
法は各惑星固有の警察機構によって惑星ごとに執行されているが、星際警察協力機構（IPCC）がオイクメーニ全体の連携を図っており、同時に技術的な援助（研究機関など）も提供している。必要があれば、「圏外」に要員を派遣することがあり、派遣される要員は「イタチ」と呼ばれている。

#### 究理院
教育機関であると同時に社会運動組織でもあり、科学技術の発達および普及を抑制するような行動を行っている。多くの批判にさらされており、究理院が干渉さえしなければ科学技術がもっと発達して社会は理想郷に近づくはずだと断じられている。究理院自身は、ある程度の労働はたとえ苦痛であっても大局的に見れば人間らしい人生を歩む上で必要なことなのだと主張している。
究理院への入学を認められた学生は「数字＋級」で表される階級を持ち、成果に応じて昇進してゆく。100級を超える階級も存在する。階級が上になればなるほど、究理院の目的と理想に叶った者となってゆく（と言うより叶っていなければ昇進もできない）。90級より下の階級では一つの階級に昇進できる人数に制限はないが、90級から99級は各階級につき三人までとなっている。111級に至るさらに上の階級では、100級と110級は常に空席であり、それ以外の階級はそれぞれ一人しか存在できない。最高位は111級、ある明確な理由によりトライユーンと呼ばれている。99級より上の階級にある十人はデグザードと呼ばれる身分となり、究理院組織の運営を行う。デグザードへの昇進は厳格な序列による。デグザードに空席が生じた場合、死亡によるケースが一般的だが、99級の一人が空席を埋め、98級のうちの一人が新たに99級昇進、さらに98級から90級でも同様のことが行われる。89級への到達は難しい、99級へ上り詰めるのはそれよりももっと困難と言われる。101級に選ばれたものはトライユーンとなる可能性を得たことになるが、99級の者はデグザードの中に敵を作ってしまうと永遠に昇進できない（『夢幻の書』第7章）。
ガーセンは11級まで割と簡単に昇進したという経験を過去に持つが、そこで自分の人生の目的と究理院の方針が相反していることに気づいた。もっとも、彼が究理院の階級を持っているおかげで、その話を他の究理院生の前で持ち出すことで同僚としてその場の会話を進められるという利点がある。究理院生は昇進を諦めた者に異議を唱えるようなことはしない。
上級者は概して穏やかで物静かな態度をとるが、それが『殺戮機械』に登場するダシェーン・オードマーのように、自分自身の利害が脅かされた状況でもそのような態度をとってしまうという悪習ともなっている。
「魔王子」シリーズに登場する究理院は、Durdane 三部作で描かれる地球の「Historical Institute」に酷似している。Durdane 三部作では、地球人の Ifness が惑星 Durdane 上での Historical Institute の代弁者として描かれている。ただし、Durdane 三部作での Historical Institute 内部の権力闘争は、「魔王子」シリーズの究理院に比べればずっと「ビザンツ的」（権謀術数的）と言えないまでもマキャベリズム的である。

### 「圏外」
オイクメーニの領域の外側が「圏外」である。そこにも多くの居住可能天体があり、たった一つの居住地しか持たないものもあれば、文明がある程度発達しているものもある。
「圏外」はオイクメーニの法律の支配を受けない（法律を素直に解釈すれば、非道行為が行われた場合、オイクメーニ内では犯罪と認められるものであっても圏外では犯罪にはならないということである）。ただし、通貨に関しては SVU を使用している。圏外の天体の多くが犯罪事件との関係で世間を騒がすのは当然の理屈である。一方で、圏外で手に入れた財貨は合法的に何の問題もなくオイクメーニ内に持ち込むことが可能である。IPCC に圏外を管轄する権利はないが、必要とあらばしばしば秘密工作員を派遣する。これが「イタチ」と呼ばれる要員である。

### 科学技術

#### 宇宙航行
既述の通り、宇宙航行は誰にでも可能なものとなっている。宇宙船を所有していない者には定期旅客便も運行されている。自家用宇宙船は広く普及しており、またその操縦方法も極めて簡単である（初心者でもその気になれば操縦マニュアルを読みながら操縦できるほど）。ヴァンスの小説に登場する超光速航法は「ジャーネル裂開駆動」と呼ばれものであり、亜空間駆動の一種、もしくは別の名前で呼ばれることの多い超空間駆動の一種である。ただし、相対性理論による影響については、話が複雑になるため反映されていない。例えば、オイクメーニの端っこから反対側の端っこまで航行した者は、その間惑星上にい続けた者に時計を合わせる必要があり、そうしなければ、航行を終えた時で両者の時計が一致しなくなるが、このツイン・パラドックスについては何の考慮されていない（この点については、航行者が「通常」空間内では超高速航行も超加速も行わないとの説明でつじつまを合わせている）。

#### 武器
「プロジャック」という名の携帯兵器がよく用いられる。これは SF 世界ではよく見られるタイプのビーム兵器である。その使用目的は殺害のほか、ものを溶かしたり焼いたりすることだが、単に殴ったりショックを与えたりするという目的でも使用される。
サジローがある場面で見せびらかす武器は、いろいろな体調の不良を引き起こし、自然死のように見せかけることができるものだという。間違いなく非合法な製品だが、サルコヴィー製かどうかは明らかにされない。
ガーセンは何種類ものナイフを使いこなしており、いずれも彼にとっては有効な武器となっている。その上、素手での戦闘にも長けている。サルコヴィーの毒を用いた技能も習得しており、中には、数秒以内で体を麻痺させ数分以内に筋肉の収縮させて（さらには呼吸器の筋肉にも収縮を伴う麻痺を引き起こして）死に至らしめるという、クルースのような猛毒もある。また、ある場面では電気ショックを与えるワイヤーの付いた手袋や、小範囲に爆発性のガスを放つ拳銃も使用している。宇宙船に関しては、彼は軍人や警官ではないため、武装のないものとなっている。
戦闘艦の武装に関しては、詳しくは描かれていないが、プロジャックと同じ原理のエネルギー兵器をもっと大型にした物が含まれる。「スリボルト砲」はある種のミサイルランチャーであり、宇宙船を推進させる超光速エンジン「ジャーネル裂開駆動」と同じ推進システムを持つ無誘導弾放つ。無誘導弾は通常空間とジャーネル空間の狭間の「グレー・ゾーン」に留まり、ターゲットが近づくと通常空間に現れてターゲットに「ヒット」する。弾頭を無害のディスクに換装して警告弾として使うという使用方法もある。この時代には誘導弾は意味をなさなくなっており、開発する努力もなされていない。

#### IT（情報技術）
コンピューターは存在するが、決して万能なものではない。ある製造会社（オリフェーンのフェリスト精密機械工業）など、高度な科学技術を扱うような会社であるにもかかわらず、いまだに紙やインデックスカード上に事務記録を行っている。しかしながら、その他の機器に関しては非常に発達している。宇宙航行者は「マイクロスコープ」で衛星軌道上から惑星の表面の様子を探り、大気組成の中に有害な微生物が含まれていないかを宇宙船から降り立つ前に検査することが可能である。「モニター」と呼ばれるブラックボックスの記録機器が、暗号化されたフィラメント上に宇宙船の航行を記録しており、のちの航行者がその宇宙船の航行経路をたどることができる。これらを使用するのは主に、居住可能惑星発見のために宇宙を旅する「ロケーター」である。上記のフィラメントは、『復讐の序章』の筋書きの中で重要な役割を果たしている。